# Дебре, Оливье
Оливье́ Дебре́ (фр. Olivier Debré, 14 апреля 1920, Париж — 2 июня 1999, там же) — французский художник-абстракционист.

## Биография
Изучал историю и архитектуру, в 1939 году стал учеником Ле Корбюзье. В 1943 году под влиянием Пикассо начал заниматься живописью. После 1945 года сблизился с представителями нефигуративного искусства Сержем Поляковым, Никола де Сталем, Пьером Сулажем. Глубоко воспринял опыт американского абстрактного экспрессионизма (Марк Ротко).
В 1967 году с крупноформатным орнаментальным полотном, написанным для павильона Франции, был представлен на Всемирной выставке в Монреале; в 1970 году участвовал во Всемирной выставке в Токио. В 1980—1985 преподавал в парижской Высшей школе изящных искусств.
Занимался витражами. Иллюстрировал книги таких авторов, как Франсис Понж, Жюльен Грак, Бернар Ноэль. Изготовил театральные занавесы для Комеди Франсез (1987), Гонконгского (1989) и Шанхайского (1998) оперных театров, театральный занавес и оформление боковых галерей для парижского театра Дез-Абесс (открылся в 1996 году).
В 1997 году в содружестве с хореографом Каролин Карлсон создал балет «Знаки» для Парижской Оперы (возобновлён в 2000 и 2003 годах в Опера Бастий). В 1998 году был награждён призом «Бенуа танца» за эту работу.
В 1995 году в парижском «Зале для игры в мяч» состоялась большая ретроспективная выставка художника.

## Семья
Оливье Дебре происходил из династии Дебре, в которой было немало выдающихся представителей. Его отцом был врач Робер Дебре; братом — французский политик и премьер-министр Франции в 1959—1962 годах Мишель Дебре. Сын Оливье Патрис стал врачом-иммунологом.

## Признание
- 1998 — приз «Бенуа танца» (за сценографию балета «Знаки», Парижская Опера).
- 1999 — член французской Академии художеств.